# Ola Balogun
Ola Balogun (Aba, 1 de agosto de 1945) es un cineasta nigeriano que forma parte de la primera generación de cineastas de ese país.

## Biografía
Balogun estudió producción cinematográfica en el Institut des hautes études cinématographiques de Francia y años después de su graduación escribió su tesis doctoral sobre el cine documental. A su regreso a Nigeria en 1968 se incorporó al personal de la Unidad de Cine Nigeriano, dependencia del Ministerio de Información, y posteriormente trabajó en el Museo Nacional y en la Universidad Obafemi Awolowo.
Sus primeros trabajos en el cine fueron documentales cortos: One Nigeria (1969), Les Ponts de Paris (1971), Fire In the Afternoon (1971), Thundergod (1971), Nupe Masquerade (1972), In the Beginning (1972), y Owuama, A New Yam Festival (1973). Su primer largometraje fue Alpha, una película semiautobiográfica de bajo presupuesto estrenada en 1972.
Un año después formó su propia compañía de cine independiente, Afrocult Foundation, que se encargó de producir sus películas posteriores. Su siguiente película fue Vivre, estrenada en 1974, y luego Nigersteel, proyecto patrocinado por el gobierno. En 1975 estrenó Amadi, una película en Idioma igbo, seguida de Ajani Ogun, producción en lengua yoruba en asociación con Duro Ladipo y protagonizada por Adeyemi Afolayan. El filme fue un éxito de taquilla, elevando la popularidad de Balogun en la escena nigeriana. Aunque Musik Man, su siguiente película, no fue bien recibida por el público, el proyecto posterior, Ija Ominira, gozó de popularidad. A Deusa Negra (1978), Aiye (1980) y Orun Mooru (1982) fueron sus siguientes producciones cinematográficas.

## Filmografía
| Año  | Película      | Director | Productor | Guionista |
| ---- | ------------- | -------- | --------- | --------- |
| 1972 | Alpha         | Sí       | Sí        | Sí        |
| 1975 | Ajani Ogun    | Sí       | Sí        | Sí        |
| 1975 | Amadi         | Sí       | Sí        | Sí        |
| 1976 | Musik Man     | Sí       | Sí        | Sí        |
| 1978 | Ija Ominira   | Sí       | Sí        |           |
| 1978 | Black Goddess | Sí       |           | Sí        |
| 1979 | Aiye          | Sí       | Sí        |           |
| 1981 | Cry Freedom   | Sí       | Sí        | Sí        |
| 1982 | Money Power   | Sí       | Sí        | Sí        |
| 1982 | Orun Mooru    | Sí       | Sí        |           |